# Cuauhtémoc
Cuauhtémoc (1502-1525) var den sidste aztekiske hersker over Tenochtitlán (den nuværende Mexico City) og den sidste "aztekiske kejser". 
Han kom til magten i 1521. Hans forgænger var Cuitláuac, og han blev efterfulgt af spanierne.
Cuauhtémoc var nevø af kejser Moctezuma II, og hans unge hustru var en datter af Moctezuma. Han tog magten, da hans by kom under belejring af spanierne og blev hærget af en koppeepidemi.
Den 13. august 1521 overgav han sig til Hernán Cortés i Tlatelolco-kvarteret i Tenochtitlán. 
Cuauhtémoc betragtes som den sande helt under den aztekiske nations fald; i 1525 blev han torteret til døde med sine fødder i ild, men nægtede at røbe oplysninger om de skatte, som spanierne eftertragtede.